# Ла-Сьота
Ла-Сьота́ ( La Ciotat, окс. La Ciutat) — французский портовый город на Лазурном Берегу и коммуна на юго-востоке Франции в регионе Прованс — Альпы — Лазурный Берег, департамент Буш-дю-Рон, округ Марсель, кантон Ла-Сьота. В городе много пляжей и мест для подводного плавания — это отправная точка многочисленных туристических маршрутов для посещения большого количества средиземноморских бухт.

## История

### Топоним
До XV века Ла-Сьота и Серест были одним городом. Название La Ciotat происходит от провансальского La Ciutat (La Ciéuta), что означает город. В то же время, деревня Серест получила своё имя от величественной скалы Бек-де-л’Эгль (фр. Bec de l’Aigle), возвышающейся над городом. Древние греки называли скалу Kitharistes, что значит скала. Римляне латинизировали это название, превратив его в Citharista, что дало Ceyreste.

### Доисторические времена
Первые следы человека, первое поселение на территории Ла-Сьота датируется эпохой позднего неолита (3000—2000 лет до н. э.). Здесь находят керамические изделия, орудия из кремня, остатки пищи и захоронения, в том числе коллективные захоронения в гроте Тервен (фр. Terrevaine). Первые племена на территории нынешнего города занимались собирательством, охотой, рыболовством, скотоводством и сельским хозяйством.

### Античность
К V веку до н. э. город становится опорным пунктом на пути следования древних мореплавателей. В эту эпоху город начинает процветать благодаря рыболовству и торговле, способствующим экономическому развитию города.

### Средние века
Город превращается в деревушку, зависимую от Сереста, на территории, подвластной церкви. Но благодаря экономическому росту, обеспечиваемому морской торговлей, Ла-Сьота понемногу стремится к независимости. В 1429 году серьёзное противостояние между нею и Серестом по поводу защиты земель общины приводит к тому, что представители двух поселений решают разделить территорию Сереста на две отдельные и независимые части. С этого момента Ла-Сьота начинает быстро развиваться: строятся форт Беруар (фр. Fort Bérouard), крепостные стены, церковь, ведётся собственная торговля. В XVI веке город развивается за счёт прибытия части генуэзской аристократии, бегущей из Италии от преследований революционного режима. В 1622 году появляются первые судостроительные верфи.

### 1720 год и чума
Эпидемия чумы, поразившая Прованс в 1720 году, пощадила город благодаря смелости и умелым действиям жителей города. Чтобы защититься от беды, город закрыл двери для чужестранцев. Когда военный отряд марсельского гарнизона хотел укрыться в городе, жители не позволили ему этого сделать. Порт превратился в торговый склад: продовольствие, и особенно, пшеница, идущие в Марсель и Прованс, следовали через город, оберегая тем самым регион от голода.

### Революция и Первая империя
Революционный период в Ла-Сьота начинается в 1789 году с созыва Генерального совета глав самых богатых семейств. В 1800 году Первый консул, Наполеон Бонапарт, назначает новым мэром города Бернардена Рамеля, после чего недовольство сходит на нет. Возвращение кюре и священников, отмена республиканского календаря (1 января 1806 года), а также восстановление прежних названий улиц (1808 год) знаменуют конец революционного периода. Но участившиеся атаки британского флота завершают разрушение города, население которой понемногу уменьшается и беднеет. В момент падения Империи Ла-Сьота пребывает в бедственном состоянии.

### Новейшая история

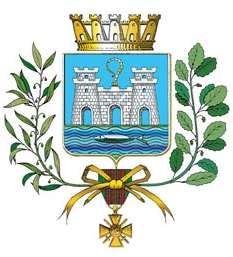
Новый герб

В XX веке судостроительные верфи, достигшие промышленного размаха в XIX веке и являющиеся основным источником дохода города, часто переходят из рук в руки до их закрытия в середине 80-х годов. Город обращается к летнему туризму и в начале 2000-х открывает казино. Тем не менее, он по-прежнему рассчитывает извлечь выгоду из портовых строений и позиционирует себя как центр парусного спорта. Поэтому, в 2006 году был запущен проект постройки самого крупного подъёмника для кораблей в Европе.

## Географическое положение

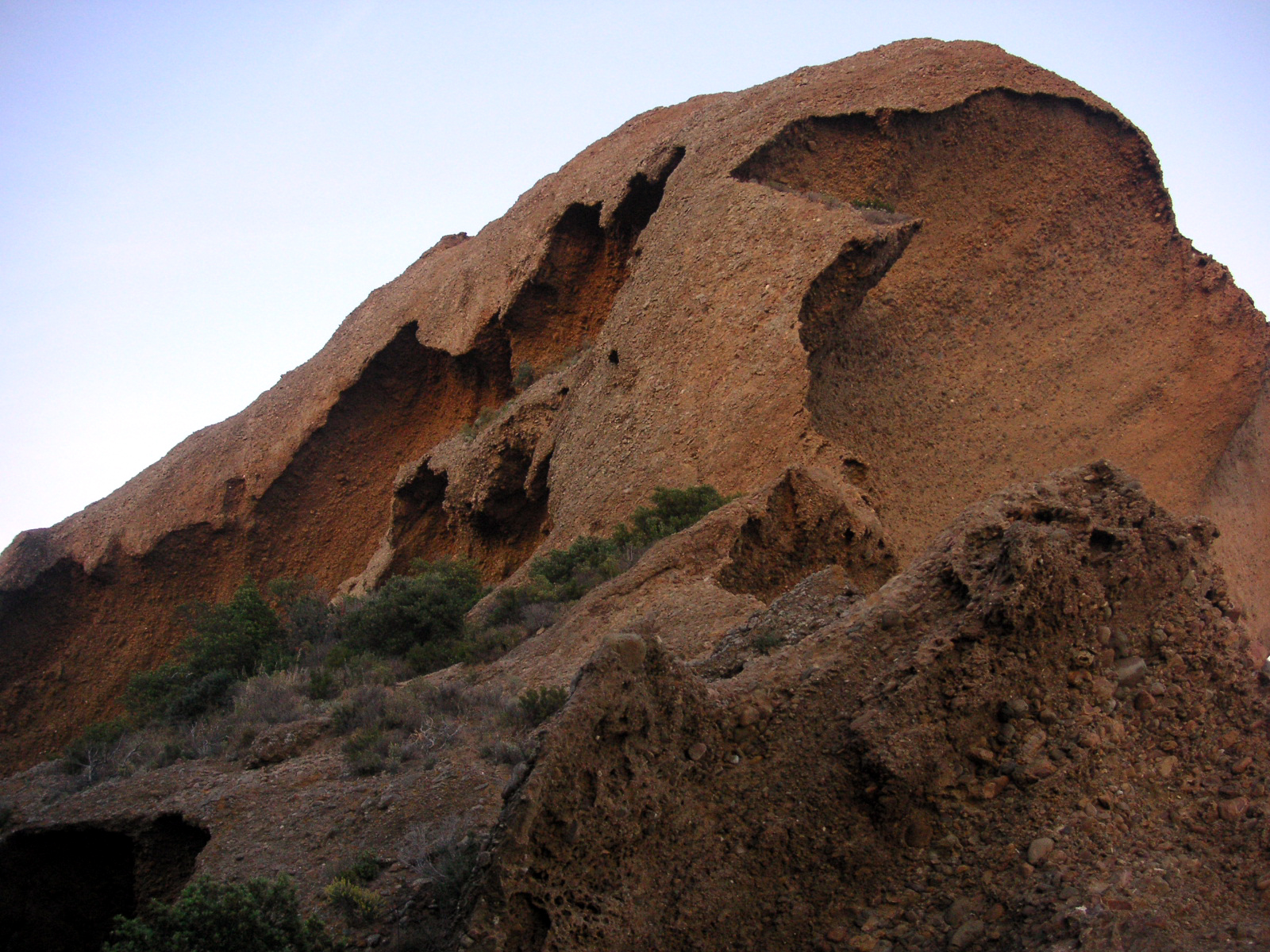
Бек-де-л’Эгль

Французская коммуна Ла-Сьота расположена во Французской Ривьере на Лазурном Берегу залива в форме полумесяца, между скалой Бек-де-л’Эгль (фр. Bec de l’Aigle) и мысом Канай (фр. Cap Canaille) в 31 км восточнее Марселя. Вокруг города расположены коммуны (с запада на восток):
- Кассис (фр. Cassis): соединён с Ла-Сьота горной дорогой, с которой открываются великолепные пейзажи;
- Серест (фр. Ceyreste): до выделения коммуны Ла-Сьота представлял с ней единый город;
- Сен-Сир-сюр-Мер (фр. Saint-Cyr-sur-Mer): расположен на краю залива, является началом департамента Вар.

Площадь коммуны — 31,46 км², население — 34 063 человека (2012), плотность населения — 1082,7 чел/км².

## Достопримечательности (фотогалерея)
- Развалины древних фортификационных сооружений: Форт Беруар (фр. Fort Bérouard) и Форт Сент-Антуан (фр. Fort Saint-Antoine)
- Дома XVIII века на улицах Фугас (фр. Fougasse) и Абей (фр. Abeille).
- Бывший особняк Гримальди-Регюс (фр. Grimaldi-Régusse)
- Бывшая городская ратуша, венчаемая колокольней. На фасаде находится памятная доска, знаменующая посещение города Ламартином (в настоящее время в здании расположен городской музей).
- Восьмиугольная башня, оставшаяся от монастыря урсулинок.
- «Эдем», старейший кинотеатр в мире  (фр. L'Eden Théâtre).
- Район вокзала: место съёмки первого фильма «Прибытие поезда на вокзал Ла-Сьота» братьев Люмьер.
- Парк Мюжель: 12 гектаров зелени у подножия Бек-де-л’Эгль (фр. Bec de l’Aigle).
- Церковь Нотр-Дам-де-л’Асонсьон (фр. Notre-Dame-de-l’Assomption) XVII века.
- Часовня Белых кающихся грешников (фр. Chapelle de Pénitents Blancs) XVII века.
- Бывшая Часовня Синих кающихся грешников (фр. Chapelle de Pénitents Bleus) (1598 год) и площадь перед ней.
- Часовня Нотр-Дам-де-ла-Гард (фр. Notre-Dame-de-la-Garde) XVII века.

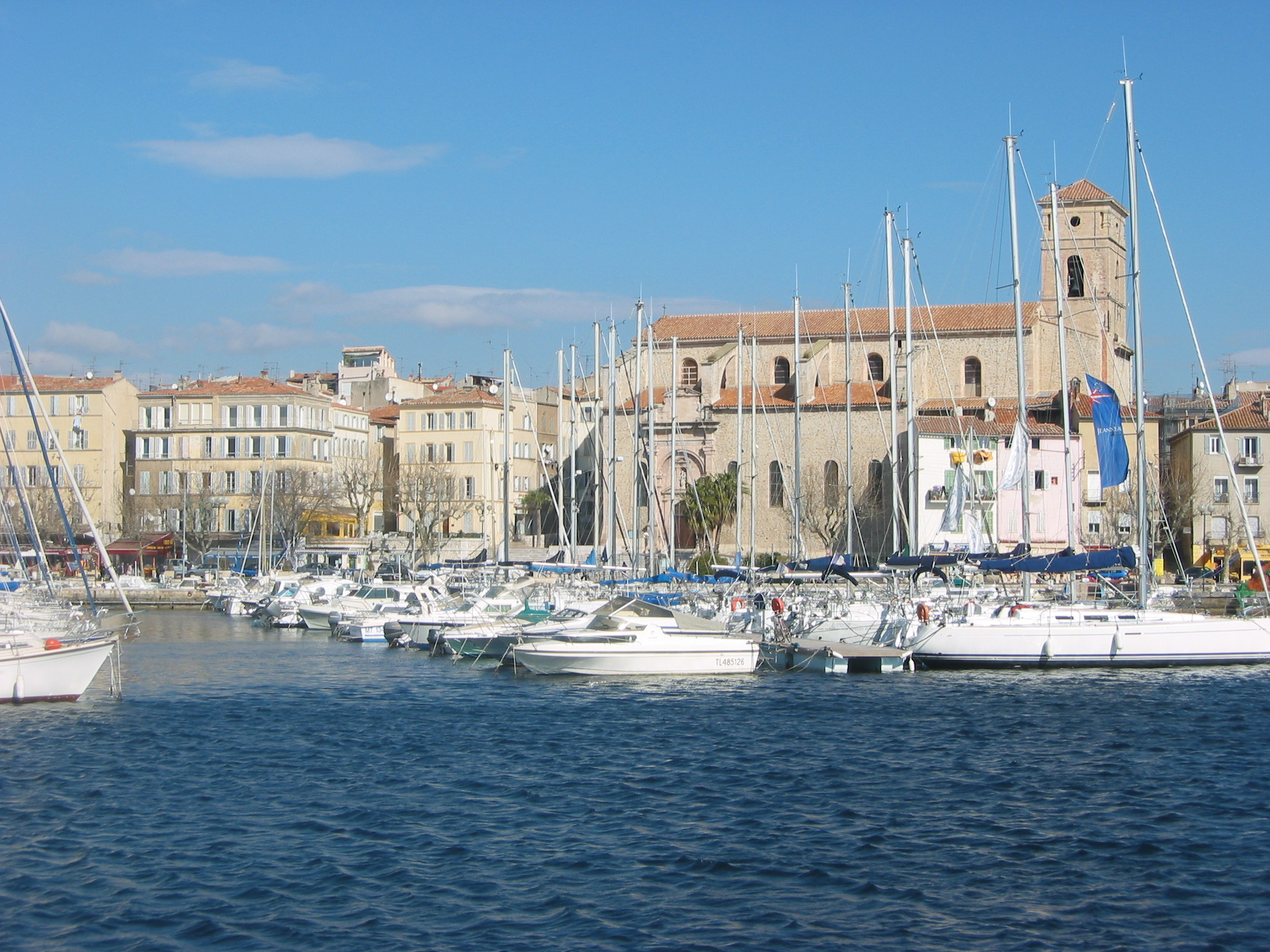
Вид на порт и церковь
Вид на пляж и Бек-де-л’Эгль

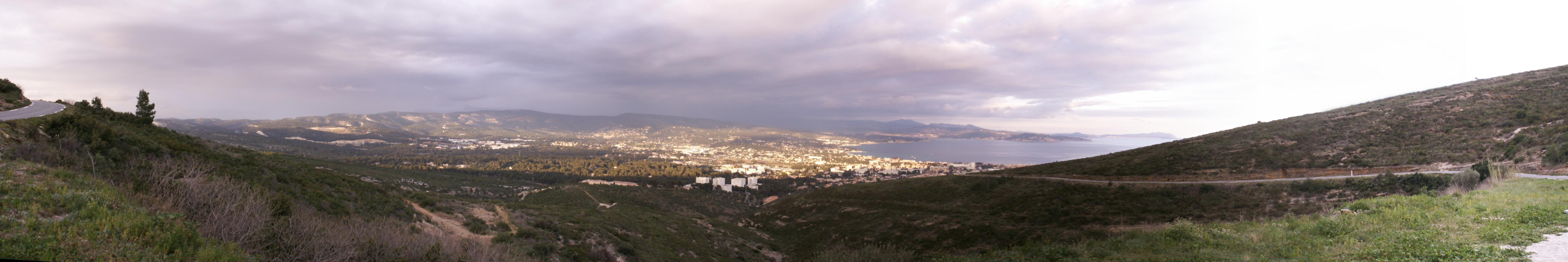
Панорама города Ла-Сьота

## Известные персоналии и уроженцы города
Город Ла-Сьота — родина создателей кинематографа братьев Люмьер и петанка. Здесь также родился Жильбер Гарсен (1929—2020), ставший известным фотографом уже после выхода на пенсию.
В Ла-Сьота останавливались известные персоналии: Ламартин, Стендаль и Жорж Брак.

### Братья Люмьер
В конце XIX века лионские промышленники братья Люмьер сыграли важную роль в истории кино, сняв один из первых фильмов «Прибытие поезда на вокзал Ла-Сьота» (1895 г.) и несколько других. Кроме того, они были авторами первых цветных фотографий, которые были сняты в заливе Ла-Сьота.

### Самый старый кинотеатр мира
В городе Ла-Сьота находится самый старый кинотеатр мира «Эдем» (фр. Edem), расположенный напротив нового порта. После торжественного открытия в 2013 году работает в качестве кинотеатра и культурного центра.

## Петанк
Ла-Сьота считается родиной игры в петанк: в 1907 году, с площадки для провансальской игры в шары братьев Питио были убраны все стулья для зрителей. Но Жюль Ленуар, один из друзей хозяев площадки, страдающий ревматизмом, не мог стоять и ему разрешили играть сидя, ноги вместе (фр. pieds tanqués), что дало название игры pétanque.

## Города-побратимы
- Бриджуотер, Великобритания (с 1957 г.)
- Зинген, Германия (с 1958 г.)
- Крань, Словения (с 1958 г.)
- Торре Аннунциата, Италия (с 2006 г.)